# Andrena taeniata
Andrena taeniata is een vliesvleugelig insect uit de familie Andrenidae. De wetenschappelijke naam van de soort is voor het eerst geldig gepubliceerd in 1916 door Henry Lorenz Viereck.